# 281-es busz (Budapest)

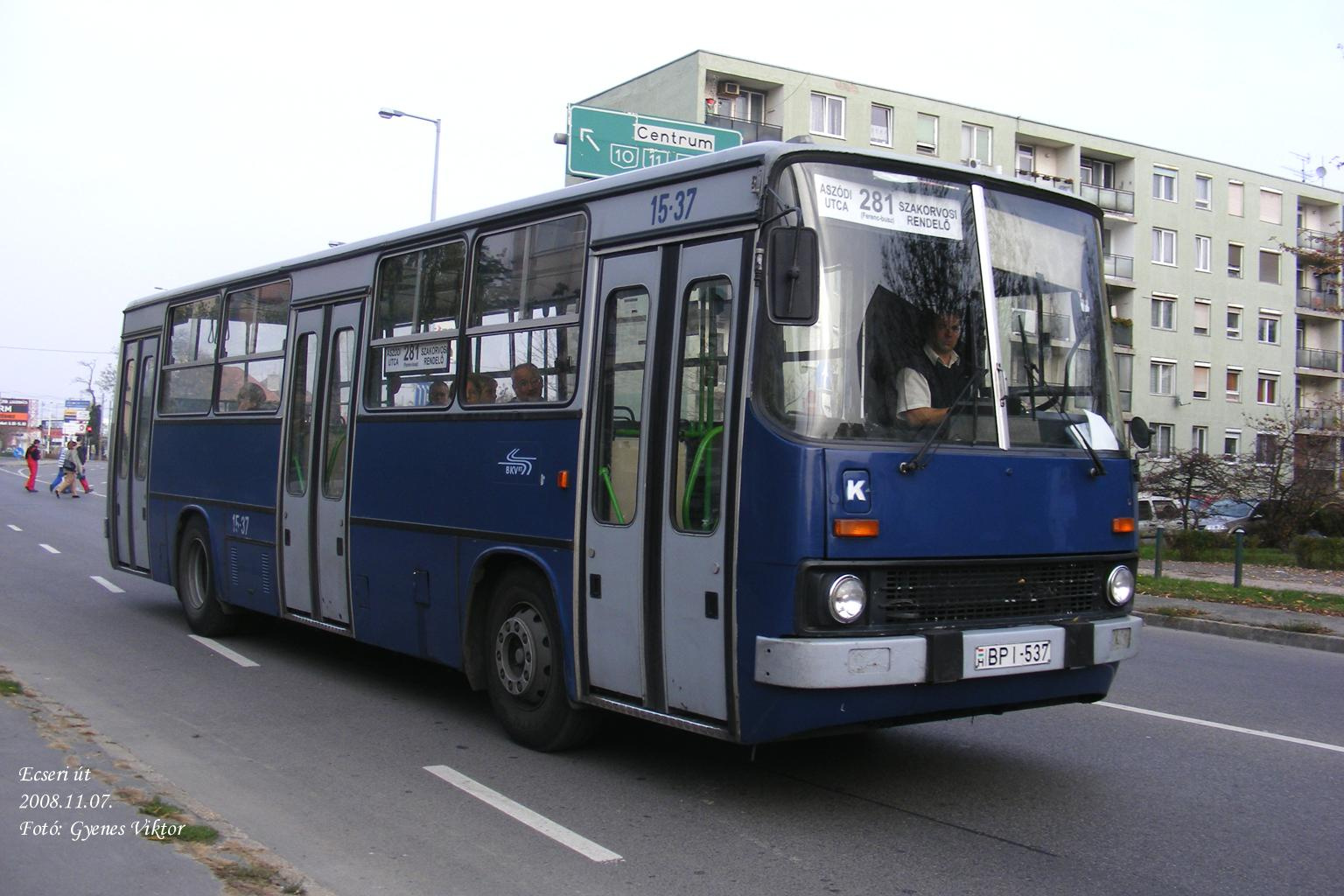
Ikarus 260-as busz az Ecseri útnál

A budapesti 281-es jelzésű autóbusz a IX. kerületben közlekedik körforgalomban, a helyi önkormányzat megrendelésére. Az Aszódi utca után a 181-es busz vonalán a József Attila-lakótelep érintésével a Könyves Kálmán körút – Mester utca útvonalon halad a Drégely utcai szakorvosi rendelőig. Innen visszafelé a Nagyvárad téri metróállomást érintve, majd az Üllői úton az Ecseri úti metróállomáshoz visszatérve, ismét a 181-es vonalán éri el az Aszódi utcai végállomását. A viszonylatot a Budapesti Közlekedési Zrt. üzemelteti.

## Története
2002. május 2-án indult a Ferenc-busz a Szakorvosi rendelő és a József Attila-telep közvetlen összekötése érdekében. A 2008-as paraméterkönyv bevezetésével szeptember 8-án a járat jelzése 281-esre változott.
2012. december 1-jén a járaton bevezették az első-ajtós felszállási rendet.
2018. augusztus 1-jétől a Vágóhíd utcánál is megáll. 2022. szeptember 26-ától módosított útvonalon, a Haller utca helyett a Vágóhíd utcán át éri el a Nagyvárad teret. A megállókiosztás kis mértékben a módosult, a Haller utca és a Mester utca kereszteződésében még a rendelő elérése előtt áll meg, mindkét irányban érinti a Vágóhíd utca megállót, továbbá a Balázs Béla utca helyett a szomszédos utcában kialakított Fehér Holló utca megállóban áll meg.

## Útvonala
| Aszódi utca → Ferencvárosi rendelőintézet → Aszódi utca | Aszódi utca → Ferencvárosi rendelőintézet → Aszódi utca |
| --- | ------------------------------------------------------- |
| Aszódi utca vá. – Aszódi utca – Ecseri út – Üllői út – Dési Huber utca – Napfény utca – Lobogó utca – Toronyház utca – Dési Huber utca – Ifjúmunkás utca – Epreserdő utca – Ecseri út – Gyáli út – Albert Flórián út – Könyves Kálmán körút – Mester utca – Drégely utca – Ferencvárosi rendelőintézet vá. – Drégely utca – Vaskapu utca – Haller utca – Mester utca – Vágóhíd utca – Nagyvárad tér – Üllői út – Ecseri út – Gyáli út – forduló – Gyáli út – Füleki utca – Aszódi utca – Aszódi utca vá. |                                                         |

## Megállóhelyei
Az átszállási kapcsolatok között a 181-es busz nincsen feltüntetve, amely az Aszódi utca és a Távíró utca között közlekedik.
| 0  | Aszódi utca végállomás                              | |                                                             |
| 0  | Gyáli út                                            | |                                                             |
| 2  | Közterületfenntartó Zrt.                            | |                                                             |
| 4  | Ecseri út M                                         | 254E 3 | Metróállomás                                                |
| 5  | Ifjúmunkás utca                                     | |                                                             |
| 5  | Börzsöny utca                                       | |                                                             |
| 6  | Valéria tér                                         | |                                                             |
| 8  | Lobogó utca                                         | |                                                             |
| 9  | József Attila lakótelep, Távíró utca                | 84E, 89E, 123, 123A |                                                             |
| 10 | Lobogó utca                                         | |                                                             |
| 10 | Friss utca                                          | |                                                             |
| 11 | Valéria tér                                         | |                                                             |
| 12 | Börzsöny utca                                       | |                                                             |
| 13 | Aranyvirág sétány                                   | |                                                             |
| 14 | Közterületfenntartó Zrt.                            | 3 |                                                             |
| 15 | Közterületfenntartó Zrt.                            | |                                                             |
| 22 | Albert Flórián út                                   | 1 607, 608, 626, 628, 629, 630, 631, 632, 633, 635, 636, 650, 653, 655, 656, 660, 661, 705 1080, 1081, 1085, 1087, 1090, 1092, 1094, 1110, 1111, 1113, 1115, 1120, 1121, 1125, 1131, 1134, 1136, 1172, 1173, 1174, 1175, 1176, 1177, 1183, 1184, 1185, 1188, 1189, 1190, 1193, 1194, 1201, 1205, 1212, 1215, 1216, 1229, 1251, 1253, 1254, 1257, 1268 | Szent László Kórház, Népliget autóbusz-pályaudvar           |
| 23 | Ferencváros vasútállomás – Málenkij Robot Emlékhely | 1 G10 S36 G43 gyorsvonat | Ferencváros                                                 |
| 24 | Mester utca / Könyves Kálmán körút                  | 1, 2B, 51, 51A |                                                             |
| 26 | Vágóhíd utca                                        | 2B, 51, 51A |                                                             |
| 28 | Haller utca / Mester utca                           | 2B, 23, 24, 51, 51A |                                                             |
| 30 | Ferencvárosi rendelőintézet                         | 51, 51A | Ferencvárosi rendelőintézet                                 |
| 33 | Vágóhíd utca                                        | 2B, 51, 51A |                                                             |
| 35 | Fehér Holló utca                                    | | Ferencvárosi Művelődési Központ                             |
| 36 | Nagyvárad tér M                                     | 23, 24 | Metróállomás, Szent István Kórház, Bárka Színház            |
| 40 | Ecseri út M                                         | 254E 3 | Metróállomás                                                |
| 41 | Közterületfenntartó Zrt.                            | |                                                             |
| 43 | Gyáli út                                            | |                                                             |
| 44 | Merényi Gusztáv Kórház                              | |                                                             |
| 46 | Péceli utca                                         | |                                                             |
| 47 | Merényi Gusztáv Kórház                              | | Merényi Gusztáv Kórház, Puskás Tivadar Távközlési Technikum |
| 48 | Füleki utca                                         | |                                                             |
| 50 | Aszódi utca végállomás                              | |                                                             |